# ギチ・あやつり人形・カラクリの底
『ギチ・あやつり人形・カラクリの底』（ぎち・あやつりにんぎょう・からくりのそこ）は、日本のロックバンドであるTHE MAD CAPSULE MARKET'Sのコンピレーション・アルバム。
1994年8月3日にビクターエンタテインメントのInvitationからリリースされた。4枚目のアルバム『MIX-ISM』（1994年）よりおよそ7か月振りにリリースされた作品であり、同バンドのメジャー・デビュー作品として、1991年に3枚同時リリースされたシングル作品である「ギチ」「あやつり人形」「カラクリの底」の3枚に収録されている曲がカップリング曲を含め全て収録されている。
曲順はシングルリリース時の主題曲、カップリング曲の順にはなっていない。シングルリリース時は「ギチ」のカップリング曲が「ラ・ラ・ラ（僕がウソつきになった日）」、「あやつり人形」のカップリング曲が「どうしようもない恋人の唄」、「カラクリの底」のカップリング曲が「ギラギラ」となっていた。上記のシングル3作品はリリース後早くに生産終了となっており、本作リリースまでは入手困難な音源となっていた。本作はオリコンアルバムチャートにおいて最高位第77位となった。

## リリース、チャート成績、批評
| 専門評論家によるレビュー | 専門評論家によるレビュー |
| レビュー・スコア         | レビュー・スコア         |
| 出典                     | 評価                     |
| ------------------------ | ------------------------ |
| CDジャーナル             | 否定的                   |

1994年8月3日にビクターエンタテインメントのInvitationからCDにてリリースされた。本作はオリコンアルバムチャートにおいて最高位第77位の登場週数1回で売り上げ枚数は0.4万枚となった。
音楽情報サイト『CDジャーナル』では本作について「パワフルなミクスチャー系の新人さんのシングル編集もの」と紹介した上で、メロディーが歌謡ポップになりながらも勢いで演奏していると主張、また「おじさんにはしんどいスピード感ですが何かありそうな人たち」と指摘しつつも歌詞に関しては否定的に評価した。
また同名の映像作品が1991年にリリースされており、「ギチ」「あやつり人形」「カラクリの底」の3曲のミュージック・ビデオが収録されている。これらの映像は後にミュージック・ビデオ集『1990-1996』（2004年）にも収録されたが、「カラクリの底」の前奏部分がカットされている。

## 収録曲
- CD付属の歌詞カードに記載されたクレジットを参照[4]。

| #         | タイトル                                 | 作詞      | 作曲         | 編曲                     | 時間  |
| --------- | ---------------------------------------- | --------- | ------------ | ------------------------ | ----- |
| 1.        | 「ギチ」                                 |           | CRA￥        | THE MAD CAPSULE MARKET'S | 1:57  |
| 2.        | 「カラクリの底」                         | KYONO     | KYONO        | THE MAD CAPSULE MARKET'S | 2:09  |
| 3.        | 「どうしようもない恋人の唄」             | CRA￥     | CRA￥、KYONO | THE MAD CAPSULE MARKET'S | 4:11  |
| 4.        | 「ギラギラ」                             | KYONO     | KYONO        | THE MAD CAPSULE MARKET'S | 1:57  |
| 5.        | 「あやつり人形」                         | CRA￥     | CRA￥        | THE MAD CAPSULE MARKET'S | 2:50  |
| 6.        | 「ラ・ラ・ラ（僕がウソつきになった日）」 | CRA￥     | CRA￥        | THE MAD CAPSULE MARKET'S | 2:26  |
| 合計時間: | 合計時間:                                | 合計時間: | 合計時間:    | 合計時間:                | 15:30 |

## スタッフ・クレジット
- KYONO – ボーカル
- ISHIG∀KI（英語版） – ギター
- CRA￥ – ベース、ボーカル
- MOTOKATSU – ドラムス

## チャート
| チャート         | 最高順位 | 登場週数 | 売上数  | 出典  |
| ---------------- | -------- | -------- | ------- | ----- |
| 日本（オリコン） | 77位     | 1回      | 0.4万枚 | [ 2 ] |

## リリース日一覧
| No. | リリース日   | レーベル             | 規格   | カタログ番号 | 備考                   | 出典        |
| --- | ------------ | -------------------- | ------ | ------------ | ---------------------- | ----------- |
| 1   | 1994年8月3日 | ビクター／Invitation | CD     | VICL-18141   |                        | [ 3 ] [ 5 ] |
| 2   | 2013年7月2日 | ビクター／Invitation | AAC-LC | -            | デジタル・ダウンロード | [ 6 ]       |